# Френклин Шекспир
Френклин Шекспир (енгл. Franklin Bradford "Frank" Shakespeare; Филаделфија, 31. мај 1930) је амерички, веслачки репрезентативац и олимпијски победник. Након дипломирања 1953. започео је каријеру поморског официра.
Учествовао је као члан посаде америчког осмерца на Летњим олимпијским играма 1952. у Хелсинкију и освојио златну медаљу испред осмераца Совјетског Савеза и Аустралије. Амерички осмерац је веслао у саставу: Френклин Шекспир, Вилијам Филдс, Џејмс Данбар, Ричард Марфи, Роберт Детвајлер, Хенри Проктер, Вејн Фрај, Едвард Стивенс и кормилар Чарлс Манринг.
Године 1982, Френклин Шекспир је примљен у Кућу славних у Делаверском Музеју спорта.